# Xylocladium claviforme
Xylocladium claviforme är en svampart som först beskrevs av J.L. Crane & Dumont, och fick sitt nu gällande namn av Arx 1982. Xylocladium claviforme ingår i släktet Xylocladium och familjen kolkärnsvampar.   Inga underarter finns listade i Catalogue of Life.